# Captain America and The Avengers
Captain America & The Avengers é um videogame desenvolvido pela Data East em 1991 originalmente para o arcade, depois sendo adaptado para Mega Drive, Game Gear, Game Boy Super Nintendo e para Playstation 2.
É um jogo ambientado no universo Marvel, do Capitão América e dos Vingadores. O game alterna estilo de luta estilo Final Fight e fases que lembram jogos de nave como Gradius.

## O jogo
Existem 4 personagens selecionáveis:
- Capitão América: Steve Rogers, que submeteu-se ao soro do supersoldado na Segunda Guerra.
- Homem de Ferro: Tony Stark, industrial que criou uma armadura poderosa.
- Visão: andróide criado por Ultron, pode voar e disparar rajadas óticas.
- Gavião Arqueiro: Clint Barton, maior arqueiro do mundo, treinado por Capitão américa.

Além destes, há a aparição de vários outros personagens ligados aos Vingadores que oferecem uma ou outra ajuda, como Mercúrio, Magnum, Vespa e Namor.
A ação reflete muito das histórias em quadrinhos. Por exemplo, quando se acerta um soco, onomatopéias surgem na tela  ("THWAK!," "WHAM!," "KABOOM!," "KRAK!," etc).

## A história
O Caveira Vermelha cria um dispositivo que põe sob seu controle os piores vilões da Marvel, para conquistar o mundo. Cabe aos Vingadores deter a ameaça.

## Vilões
Entre os vilões controlados que se pode citar, estão: Mandarim, Fanático,
Garra Sônica, Ceifador, e Ultron. Obviamente, Ossos Cruzados não está sob influência da máquina, mas é capanga do Caveira Vermelha.